# Ryōta Suzuki
Ryōta Suzuki (鈴木 崚汰 Suzuki Ryōta?, nacido el 22 de diciembre de 1998) es un actor de voz japonés, conocido por prestar su voz a personajes como Yū Ishigami en Kaguya-sama wa Kokurasetai: Tensai-tachi no Ren'ai Zunōsen, Bisco Akaboshi en Sabikui Bisco, Ryūsui Nanami en Dr. Stone, Rentt Faina en Nozomanu Fushi no Bōkensha y Morihito Otogi en Witch Watch entre otros.
Es presidente y director ejecutivo de la empresa DASH ON.

## Trayectoria
Suzuki nació el 22 de diciembre de 1998 en la ciudad de Nagoya, prefectura de Aichi, y creció en la prefectura de Chiba. Desde niño practicó natación y kárate; al llegar a la escuela secundaria se dedicó al atletismo, disciplina en la que obtuvo resultados destacados al clasificarse en competiciones a nivel prefectural. Mientras cursaba la preparatoria en la Escuela Secundaria Superior Prefectural de Kemigawa, en Chiba, asistió a una sesión de prueba del club de atletismo. Debido a que ese día llovía y los entrenamientos fueron cancelados, solo se realizó una reunión informativa, en la cual quedó impresionado por la conducción del comité de radiodifusión. A partir de entonces decidió unirse también a dicho comité, al mismo tiempo que pertenecía al club de atletismo. Posteriormente, participó en la categoría de lectura en voz alta del Concurso Nacional de Radiodifusión de Preparatorias de la NHK, donde fue eliminado en semifinales por una diferencia de un punto. La frustración de esa derrota lo llevó, en el verano de su primer año de preparatoria, a abandonar el atletismo para dedicarse de lleno al comité de radiodifusión. Tras la competencia, y considerando que desde la secundaria ya le gustaba el anime y conocía la profesión de seiyū, comenzó a pensar que existía la posibilidad de convertirse en actor de voz.
En abril de su segundo año de preparatoria, ingresó al Instituto de Entrenamiento de Narración de Japón. Compaginó sus estudios de secundaria con la formación en el instituto, y en su tercer año logró cumplir su objetivo de ganar el 63.º Concurso Nacional de Radiodifusión de Preparatorias de la NHK en la categoría de lectura en voz alta. Coincidiendo con este triunfo, pasó a estar afiliado a una agencia. Durante su etapa en la preparatoria debutó en el anime, y ejerció como maestro de ceremonias en la inauguración del 89.º Torneo Nacional de Béisbol de Escuelas Secundarias Selectas.
El 31 de marzo de 2023 dejó la agencia VIMS, y al día siguiente, 1 de abril, pasó a formar parte de TMS Music.
El 1 de abril de 2025 se marchó de TMS Music y fundó su propia empresa, DASH ON Co., Ltd. (株式会社DASH ON Kabushiki gaisha Dasshu On?), de la cual se desempeña como presidente y director ejecutivo.

## Filmografía
Los papeles principales están en negrita

### Anime

#### Series de televisión
| Año  | Título | Papel                                                                                    | Refs.                |
| ---- | --- | ---------------------------------------------------------------------------------------- | -------------------- |
| 1996 | Meitantei Conan | Sadao; Takeshi Nagano                                                                    | [ 14 ] [ 15 ]        |
| 2016 | Mobile Suit Gundam: Iron-Blooded Orphans 2nd Season                                                                  | Miembro de Tekkadan                                                                      | [ 14 ] [ 15 ]        |
| 2017 | Fūka | Transeúnte                                                                               | [ 14 ] [ 15 ]        |
| 2017 | Demi-chan wa Kataritai                                                                                               | Chico B                                                                                  | [ 14 ] [ 15 ]        |
| 2017 | Atom: The Beginning                                                                                                  | Anuncio; Voz eléctrica; Voz C                                                            | [ 14 ] [ 15 ]        |
| 2017 | ID-0 | Estudiante 4                                                                             | [ 14 ] [ 15 ]        |
| 2017 | Boruto: Naruto Next Generations                                                                                      | Arai                                                                                     | [ 14 ] [ 15 ]        |
| 2017 | Dungeon ni Deai wo Motomeru no wa Machigatteiru Darō ka Gaiden: Sword Oratoria                                       | Cruz Bussell                                                                             | [ 14 ] [ 15 ]        |
| 2017 | Yōkai Apartment no Yūga na Nichijō                                                                                   | Chico; Estudiante                                                                        | [ 14 ] [ 15 ]        |
| 2017 | Kaito × Ansa | Director Takagi; Masumori Momowa; Utoki Andalusia                                        | [ 14 ] [ 15 ]        |
| 2017 | Yu-Gi-Oh! VRAINS | Jin Kusanagi; Makoto Kimishima; Yoroizaka                                                | [ 14 ] [ 15 ]        |
| 2017 | Yōkoso Jitsuryoku Shijō Shugi no Kyōshitsu e                                                                         | Akito Miyake                                                                             | [ 16 ]               |
| 2017 | Beyblade Burst God                                                                                                   | Black Eye                                                                                | [ 14 ] [ 15 ]        |
| 2017 | Centaur no Nayami | Colegial                                                                                 | [ 14 ] [ 15 ]        |
| 2017 | Shōkoku no Altair | Victorino; Ciudadano A; Guardaespaldas Imperial E                                        | [ 14 ] [ 15 ]        |
| 2017 | Ōsama Game The Animation                                                                                             | Teruaki Nagata                                                                           | [ 17 ]               |
| 2017 | Kujira no Kora wa Sajō ni Utau                                                                                       | Jiki; Negishi                                                                            | [ 14 ] [ 15 ]        |
| 2017 | Net-jū no Susume | Hayashi                                                                                  | [ 18 ]               |
| 2017 | Shokugeki no Sōma: San no Sara                                                                                       | Estudiante A                                                                             | [ 14 ] [ 15 ]        |
| 2017 | ClassicaLoid 2nd Season                                                                                              | Niño A; Cliente                                                                          | [ 14 ] [ 15 ]        |
| 2017 | Sengoku Night Blood                                                                                                  | Soldado                                                                                  | [ 14 ] [ 15 ]        |
| 2018 | Itō Junji: Collection                                                                                                | Akiyama                                                                                  | [ 14 ] [ 15 ]        |
| 2018 | Gakuen Babysitters                                                                                                   | Padre de Ryūichi                                                                         | [ 14 ] [ 15 ]        |
| 2018 | Grancrest Senki | Joachim                                                                                  | [ 14 ] [ 15 ]        |
| 2018 | Nanatsu no Taizai: Imashime no Fukkatsu                                                                              | Arbus                                                                                    | [ 14 ] [ 15 ]        |
| 2018 | Tokyo Ghoul:re | Mizurō Tamaki                                                                            | [ 14 ] [ 15 ]        |
| 2018 | Doreiku | Yuga Ohta                                                                                | [ 19 ]               |
| 2018 | Senjūshi | Carlo                                                                                    | [ 14 ] [ 15 ]        |
| 2018 | Shichisei no Subaru                                                                                                  | Tamo                                                                                     | [ 14 ] [ 15 ]        |
| 2018 | Hataraku Saibō | Célula T asesina 2; Célula T ingenua 3; Glóbulo rojo 2; Glóbulo rojo 7; Glóbulo blanco 1 | [ 14 ] [ 15 ]        |
| 2018 | Jashin-chan Dropkick                                                                                                 | Daigoro Katsura                                                                          | [ 14 ] [ 15 ]        |
| 2018 | High Score Girl | Gamer                                                                                    | [ 14 ] [ 15 ]        |
| 2018 | Tensei Shitara Slime Datta Ken                                                                                       | Tamura                                                                                   | [ 14 ] [ 15 ]        |
| 2018 | Hinomaru Zumō | Masaomi Shutō; Saigō                                                                     | [ 20 ]               |
| 2018 | Yagate Kimi ni Naru                                                                                                  | Kuze                                                                                     | [ 14 ] [ 15 ]        |
| 2018 | Merc Storia: Mukiryoku no Shōnen to Bin no Naka no Shōjo                                                             | Enigma                                                                                   | [ 14 ] [ 15 ]        |
| 2018 | To Aru Majutsu no Index III                                                                                          | Cliente B                                                                                | [ 14 ] [ 15 ]        |
| 2018 | Tokyo Ghoul: re 2nd Season                                                                                           | Mizurō Tamaki                                                                            | [ 14 ] [ 15 ]        |
| 2018 | Tsurune: Kazemai Kōkō Kyūdō-bu                                                                                       | Ryōhei Yamanōchi                                                                         | [ 21 ]               |
| 2018 | SSSS.Gridman | Arii                                                                                     | [ 14 ] [ 15 ]        |
| 2018 | Gurazeni | Genta                                                                                    | [ 14 ] [ 15 ]        |
| 2018 | Double Decker! Doug & Kirill                                                                                         | Jugador de fútbol americano A                                                            | [ 14 ] [ 15 ]        |
| 2018 | Tonari no Kyūketsuki-san                                                                                             | Cliente B                                                                                | [ 14 ] [ 15 ]        |
| 2018 | Inazuma Eleven: Orion no Kokuin                                                                                      | Matteo Domenico                                                                          | [ 14 ] [ 15 ]        |
| 2019 | Pastel Memories | Anuncio                                                                                  | [ 14 ] [ 15 ]        |
| 2019 | Mob Psycho 100 II | Psíquico 1                                                                               | [ 14 ] [ 15 ]        |
| 2019 | Girly Air Force | Hombre de Nampa                                                                          | [ 14 ] [ 15 ]        |
| 2019 | Kaguya-sama wa Kokurasetai: Tensai-tachi no Ren'ai Zunōsen                                                           | Yū Ishigami                                                                              | [ 22 ]               |
| 2019 | Manaria Friends | Demonio; Colegial B; Estudiante C                                                        | [ 14 ] [ 15 ]        |
| 2019 | Shōmetsu Toshi | Yūji                                                                                     | [ 23 ]               |
| 2019 | Nande Koko ni Sensei ga!?                                                                                            | Ichirō Satō                                                                              | [ 24 ]               |
| 2019 | Bungō Stray Dogs 3                                                                                                   | Agente                                                                                   | [ 14 ] [ 15 ]        |
| 2019 | Toaru Kagaku no Accelerator                                                                                          | Soldado de la DA                                                                         | [ 14 ] [ 15 ]        |
| 2019 | En'en no Shōbōtai | Miembro de la Compañía 5; Hombre del Trono                                               | [ 14 ] [ 15 ]        |
| 2019 | Dumbbell Nan-Kilo Moteru?                                                                                            | AD                                                                                       | [ 14 ] [ 15 ]        |
| 2019 | Joshi Kōsei no Mudazukai                                                                                             | Takuto                                                                                   | [ 14 ] [ 15 ]        |
| 2019 | Cardfight!! Vanguard: Shinemon-hen                                                                                   | Oponente B                                                                               | [ 14 ] [ 15 ]        |
| 2019 | Kedama no Gonjirō | Cliente                                                                                  | [ 14 ] [ 15 ]        |
| 2019 | Nanatsu no Taizai: Kamigami no Gekirin                                                                               | Arbus                                                                                    | [ 25 ]               |
| 2019 | Sword Art Online: Alicization - War of Underworld                                                                    | Mejor amigo de Renly                                                                     | [ 14 ] [ 15 ]        |
| 2019 | Ahiru no Sora | Nishiwaki                                                                                | [ 14 ] [ 15 ]        |
| 2019 | Yu☆Gi☆Oh! Sevens | Kaseki Hotta                                                                             | [ 26 ]               |
| 2019 | Shokugeki no Sōma: Shin no Sara                                                                                      | Estudiante A                                                                             | [ 14 ] [ 15 ]        |
| 2019 | High Score Girl II                                                                                                   | Galería B                                                                                | [ 14 ] [ 15 ]        |
| 2020 | number24 | Seiichirō Jingyōji                                                                       | [ 27 ]               |
| 2020 | Origami Ninja Koyankinte                                                                                             | Ībirun                                                                                   | [ 28 ]               |
| 2020 | Gleipnir | Estudiante                                                                               | [ 14 ] [ 15 ]        |
| 2020 | Toaru Kagaku no Railgun T                                                                                            | Tipo A                                                                                   | [ 14 ] [ 15 ]        |
| 2020 | Kaguya-sama wa Kokurasetai? Tensai-tachi no Ren'ai Zunousen                                                          | Yū Ishigami                                                                              | [ 29 ]               |
| 2020 | King's Raid: Ishi o Tsugumono-tachi                                                                                  | Rihito                                                                                   | [ 30 ]               |
| 2020 | Magatsu Wahrheit -Zuerst-                                                                                            | Klaus                                                                                    | [ 31 ]               |
| 2020 | A3! Season Autumn & Winter                                                                                           | Transeúnte                                                                               | [ 14 ] [ 15 ]        |
| 2020 | Jashin-chan Dropkick'                                                                                                | Daigoro Katsura                                                                          | [ 14 ] [ 15 ]        |
| 2021 | Skate-Leading☆Stars                                                                                                  | Kento Umpo                                                                               | [ 32 ]               |
| 2021 | Mars Red | Moriyama                                                                                 | [ 14 ] [ 15 ]        |
| 2021 | Kyōkyoku Shinka Shita Full Dive RPG ga Genjitsu Yorimo Kuso-Ge Dattara                                               | Granada; Tanishiro                                                                       | [ 33 ]               |
| 2021 | Cardfight!! Vanguard: overDress                                                                                      | Sato; Amigo                                                                              | [ 14 ] [ 15 ]        |
| 2021 | SSSS.Dynazenon | Fuma                                                                                     | [ 34 ]               |
| 2021 | Fumetsu no Anata e                                                                                                   | Ciudadano                                                                                | [ 14 ] [ 15 ]        |
| 2021 | Bishōnen Tanteidan                                                                                                   | Yokuya Kinshiro                                                                          | [ 14 ] [ 15 ]        |
| 2021 | RE-MAIN | Mitsui                                                                                   | [ 14 ] [ 15 ]        |
| 2021 | Fena: Pirate Princess                                                                                                | Yukimaru                                                                                 | [ 35 ]               |
| 2021 | Shin no Nakama ja Nai to Yuusha no Party wo Oidasareta node, Henkyou de Slow Life suru Koto ni Shimashita            | Red                                                                                      | [ 36 ]               |
| 2021 | Blue Period | Sasaki                                                                                   | [ 14 ] [ 15 ]        |
| 2021 | Takt op. Destiny | Jonathan                                                                                 | [ 14 ] [ 15 ]        |
| 2021 | Deep Insanity: The Lost Child                                                                                        | Hayden                                                                                   | [ 14 ] [ 15 ]        |
| 2021 | Nanatsu no Taizai: Funnu no Shinpan                                                                                  | Caballero Sagrado; Aldeano                                                               | [ 14 ] [ 15 ]        |
| 2021 | Hataraku Saibō 2nd Season                                                                                            | Célula T asesina                                                                         | [ 14 ] [ 15 ]        |
| 2022 | Hakozume: Kōban Joshi no Gyakushū                                                                                    | Seiji Minamoto                                                                           | [ 37 ]               |
| 2022 | Sabikui Bisco | Bisco Akaboshi                                                                           | [ 38 ]               |
| 2022 | Tensai Ōji no Akaji Kokka Saisei Jutsu                                                                               | Glen                                                                                     | [ 14 ] [ 15 ]        |
| 2022 | Kaguya-sama wa Kokurasetai -Ultra Romantic-                                                                          | Yū Ishigami                                                                              | [ 39 ]               |
| 2022 | Shoot! Goal to the Future                                                                                            | Ryūji Amagai                                                                             | [ 40 ]               |
| 2022 | Meitantei Conan: Hannin no Hanzawa-san                                                                               | Kenji; Hombre; Empleado de la tienda                                                     | [ 14 ] [ 15 ]        |
| 2022 | Yōkoso Jitsuryoku Shijō Shugi no Kyōshitsu e 2nd Season                                                              | Akito Miyake                                                                             | [ 41 ]               |
| 2022 | My Hero Academia 6                                                                                                   | Bruce                                                                                    | [ 14 ] [ 15 ]        |
| 2022 | Human Bug Daigaku | Takao Rukawa                                                                             | [ 42 ]               |
| 2022 | Blue Lock | Juni'chi Wanima, Keisuke Wanima                                                          | [ 43 ]               |
| 2022 | Bleach: Sennen Kessen-hen                                                                                            | Chōjirō Tadaoki Sasakibe (joven)                                                         | [ 14 ] [ 15 ]        |
| 2022 | Jashin-chan Dropkick X                                                                                               | Daigoro Katsura; Coleccionista 4                                                         | [ 14 ] [ 15 ]        |
| 2022 | Cardfight!! Vanguard: will+Dress                                                                                     | Sato                                                                                     | [ 14 ] [ 15 ]        |
| 2023 | Tsurune: Tsunagari no Issha                                                                                          | Ryōhei Yamanouchi                                                                        | [ 44 ]               |
| 2023 | Dr. Stone: New World                                                                                                 | Ryūsui Nanami                                                                            | [ 45 ]               |
| 2023 | Opus Colors | Mashu Kirinoe                                                                            | [ 46 ]               |
| 2023 | AI no Idenshi | Saionji                                                                                  | [ 14 ] [ 15 ]        |
| 2023 | Beyblade X | Titus Manju                                                                              | [ 14 ] [ 15 ]        |
| 2023 | Helck | Thundabar                                                                                | [ 14 ] [ 15 ]        |
| 2023 | Under Ninja | Juro Kumogakure                                                                          | [ 14 ] [ 15 ]        |
| 2023 | Dr. Stone: New World Part 2                                                                                          | Ryūsui Nanami                                                                            | [ 47 ] [ 48 ] [ 49 ] |
| 2024 | Yōkoso Jitsuryoku Shijō Shugi no Kyōshitsu e 3rd Season                                                              | Akito Miyake                                                                             | [ 41 ]               |
| 2024 | Shin no Nakama ja Nai to Yuusha no Party wo Oidasareta node, Henkyou de Slow Life suru Koto ni Shimashita 2nd Season | Red                                                                                      | [ 50 ]               |
| 2024 | Nozomanu Fushi no Bōkensha                                                                                           | Rentt Faina                                                                              | [ 51 ]               |
| 2024 | 30-sai made Dōtei dato Mahōtsukai ni Nareru Rashii                                                                   | Yūichi Kurosawa                                                                          | [ 52 ]               |
| 2024 | Yūki Bakuhatsu Bang Bravern                                                                                          | Isami Ao                                                                                 | [ 53 ]               |
| 2024 | Wind Breaker | Tōma Hiragi                                                                              | [ 54 ]               |
| 2024 | Re:Monster | Genki                                                                                    | [ 14 ] [ 15 ]        |
| 2024 | Bōkyaku Battery | Suzuki                                                                                   | [ 14 ] [ 15 ]        |
| 2024 | Himitsu no AiPri | Matsuoka Neppa                                                                           | [ 14 ] [ 15 ]        |
| 2024 | Kaiju No. 8 | Akira Kurusu                                                                             | [ 14 ] [ 15 ]        |
| 2024 | Hazure Waku no "Jōtai Ijō Sukiru" de Saikyō ni Natta Ore ga Subete wo Jūrin Suru made                                | Tōka Mimori                                                                              | [ 55 ]               |
| 2024 | Nige Jōzu no Wakagimi                                                                                                | Príncipe Moriyoshi                                                                       | [ 56 ]               |
| 2024 | Mob kara Hajimaru Tansaku Eiyūtan                                                                                    | Shinji Ōyama                                                                             | [ 14 ] [ 15 ]        |
| 2024 | Fairy Tail: 100 Years Quest                                                                                          | Suzaku                                                                                   | [ 14 ] [ 15 ]        |
| 2024 | Mirai no Kuromaku-kei Akuyaku Reijō Moriarty no Isekai Kanzen Hanzai Hakusho                                         | James Moriarty                                                                           | [ 57 ]               |
| 2024 | Amagami-san Chi no Enmusubi                                                                                          | Uryū Kamihate                                                                            | [ 58 ]               |
| 2024 | Trillion Game | Sakura                                                                                   | [ 59 ]               |
| 2024 | Bleach: Sennen Kessen-hen - Sōkoku-tan                                                                               | Chōjirō Tadaoki Sasakibe (joven)                                                         | [ 60 ]               |
| 2024 | Blue Lock vs. U-20 Japan                                                                                             | Juni'chi Wanima                                                                          | [ 61 ] [ 62 ] [ 63 ] |
| 2024 | Haigakura | Sanu                                                                                     | [ 64 ]               |
| 2024 | Yōkai Gakkō no Sensei Hajimemashita!                                                                                 | Mikoto Sano                                                                              | [ 65 ]               |
| 2024 | Dragon Ball Daima | Yamcha                                                                                   | [ 14 ] [ 15 ]        |
| 2025 | Ishura 2nd Season | Asaaruki Heng                                                                            | [ 14 ] [ 15 ]        |
| 2025 | Dr. Stone: Science Future                                                                                            | Ryūsui Nanami                                                                            | [ 66 ] [ 67 ] [ 68 ] |
| 2025 | Fugūshoku (Kanteishi) ga Jitsu wa Saikyō Datta                                                                       | Shadow                                                                                   | [ 14 ] [ 15 ]        |
| 2025 | Akuyaku Reijō Tensei Oji-san                                                                                         | Auguste Lion                                                                             | [ 69 ]               |
| 2025 | Nihon e Yōkoso Elf-san.                                                                                              | Zera                                                                                     | [ 14 ] [ 15 ]        |
| 2025 | Übel Blatt | Rangzatz                                                                                 | [ 70 ]               |
| 2025 | Sakamoto Days | Heisuke Mashimo                                                                          | [ 71 ]               |
| 2025 | Wind Breaker Season 2                                                                                                | Tōma Hiragi                                                                              | [ 72 ]               |
| 2025 | Witch Watch | Morihito Otogi                                                                           | [ 73 ]               |
| 2025 | Tsuihōsha Shokudō e Yōkoso!                                                                                          | Vigor                                                                                    | [ 74 ]               |
| 2025 | City The Animation                                                                                                   | Todoroki                                                                                 | [ 75 ]               |
| 2025 | Dr. Stone: Science Future Part 2                                                                                     | Ryūsui Nanami                                                                            | [ 76 ]               |
| 2025 | Sakamoto Days Part 2                                                                                                 | Heisuke Mashimo                                                                          | [ 77 ] [ 78 ]        |
| 2025 | Kaiju No. 8 2nd Season                                                                                               | Akira Kurusu                                                                             | [ 79 ] [ 80 ] [ 81 ] |
| 2025 | Alma-chan wa Kazoku ni Naritai                                                                                       | Enji Kamisato                                                                            | [ 82 ]               |
| 2026 | Dead Account | Naruhiko Emoto                                                                           | [ 83 ]               |
| 2026 | Jigokuraku 2nd Season                                                                                                | Shugen Yamada Asaemon                                                                    | [ 84 ] [ 85 ]        |
| 2026 | Uruwashi no Yoi no Tsuki                                                                                             | Kohaku Ichimura                                                                          | [ 86 ]               |
| —    | Black Torch | Jirō Azuma                                                                               | [ 87 ]               |

#### Películas
| Año  | Título                                                    | Papel                           | Refs.         |
| ---- | --------------------------------------------------------- | ------------------------------- | ------------- |
| 2018 | FLCL Alternative                                          | Ben Aida                        | [ 14 ] [ 15 ] |
| 2018 | Penguin Highway                                           | Conductor                       | [ 14 ] [ 15 ] |
| 2019 | Free! Movie 3: Road to the World - Yume                   | Tsukasa Ryūgasaki               | [ 14 ] [ 15 ] |
| 2019 | Re:ZERO Kara Hajimeru Isekai Seikatsu: Hyōketsu no Kizuna | Lacayo de Chap                  | [ 14 ] [ 15 ] |
| 2020 | Kyochū Rettō Movie                                        | Satoshi Oda                     | [ 88 ]        |
| 2022 | Tsurune Movie: Hajimari no Issha                          | Ryōhei Yamanouchi               | [ 89 ]        |
| 2022 | Kaguya-sama: Love is War -First Kiss wa Owaranai-         | Yū Ishigami                     | [ 90 ]        |
| 2024 | Blue Lock: Episode Nagi                                   | Juni'chi Wanima, Keisuke Wanima | [ 91 ]        |
| 2024 | 30-sai Dōtei da to Mahō Tsukai ni Nareru Rashii           | Yūichi Kurosawa                 | [ 92 ]        |
| 2024 | Overlord Movie 3: Sei Ōkoku-hen                           | Vijar Rajandala                 | [ 14 ] [ 15 ] |
| 2024 | 30-sai made Dōtei dato Mahōtsukai ni Nareru Rashii Movie  | Yūichi Kurosawa                 | [ 93 ]        |
| 2025 | Odekake Kozama Movie: Tokai no Otomodachi                 | Dobel-san                       | [ 94 ]        |

#### ONAs
| Año  | Título                                                             | Papel           | Refs.         |
| ---- | ------------------------------------------------------------------ | --------------- | ------------- |
| 2018 | Monster Strike The Animation                                       | Hombre A        | [ 14 ] [ 15 ] |
| 2020 | Dixia Cheng Yu Yongshi: Nizhuan Zhi Lun                            | Daba            | [ 95 ]        |
| 2023 | Fate/Grand Order: Fujimaru Ritsuka wa Wakaranai                    | Asclepius       | [ 14 ] [ 15 ] |
| 2023 | Cherry Mahō Mini Gekijō                                            | Yūichi Kurosawa | [ 96 ]        |
| 2023 | Gamera: Rebirth                                                    | Julian Bompiani | [ 14 ] [ 15 ] |
| 2024 | Garōden: The Way of the Lone Wolf                                  | Ryōji Kubo      | [ 14 ] [ 15 ] |
| 2024 | T.P BON                                                            | Jim             | [ 14 ] [ 15 ] |
| 2025 | Disney: Twisted-Wonderland The Animation - Episode of Heartslabyul | Trey Clover     | [ 97 ]        |

#### OVAs
| Año  | Título                                                        | Papel       | Refs.  |
| ---- | ------------------------------------------------------------- | ----------- | ------ |
| 2021 | Kaguya-sama wa Kokurasetai? Tensai-tachi no Renai Zunōsen OVA | Yū Ishigami | [ 98 ] |

#### Especiales
| Año  | Título                                                    | Papel                          | Refs.         |
| ---- | --------------------------------------------------------- | ------------------------------ | ------------- |
| 2017 | Ani x Para: Anata no Hero wa Dare desu ka                 | Ibuki Matsutaka                | [ 14 ] [ 15 ] |
| 2017 | Net-jū no Susume Special                                  | Hayashi                        | [ 14 ] [ 15 ] |
| 2018 | Kujira no Kora wa Sajō ni Manabu!                         | Jiki                           | [ 14 ] [ 15 ] |
| 2019 | Tsurune: Kazemai Kōkō Kyūdō-bu - Yabai                    | Ryōhei Yamanōchi               | [ 14 ] [ 15 ] |
| 2019 | Nande Koko ni Sensei ga!? Nande Koko ni Sensei-tachi ga!? | Ichirō Satō                    | [ 14 ] [ 15 ] |
| 2022 | Dr. Stone: Ryūsui                                         | Ryūsui Nanami                  | [ 99 ]        |
| 2023 | Jashin-chan Dropkick "Seikimatsu-hen"                     | Goro Katsura                   | [ 14 ] [ 15 ] |
| 2024 | My Hero Academia: Memories                                | Tercer portador de One For All | [ 100 ]       |

### Videojuegos
| Año  | Título                                                            | Papel                                | Refs.                   |
| ---- | ----------------------------------------------------------------- | ------------------------------------ | ----------------------- |
| 2003 | MapleStory                                                        | Aran                                 | [ 101 ]                 |
| 2013 | Quiz RPG: The World of Mystic Wiz                                 | Lastymere; Relish; Klaas             | [ 102 ]                 |
| 2013 | Monster Strike                                                    | Nasu no Yoichi; Division; Propobate  | [ 103 ] [ 104 ] [ 105 ] |
| 2014 | Granblue Fantasy                                                  | Lacleis; Algol                       | [ 106 ] [ 107 ]         |
| 2015 | Genjū Keiyaku Cryptract                                           | Sefiro                               | [ 108 ]                 |
| 2015 | Ensemble Stars!!                                                  | Nice Arneb Thunder / Yoshihide Asada | [ 109 ]                 |
| 2016 | Icchi Banketsu Online                                             | Tsukumo                              | [ 110 ]                 |
| 2016 | Stand My Heroes                                                   | Shūji Kuroko                         | [ 111 ]                 |
| 2017 | Yuba no Shōchi                                                    | Volte                                | [ 112 ]                 |
| 2017 | Q&Q Answers                                                       | Fausto                               | [ 113 ]                 |
| 2018 | Teria Saga                                                        | Guts; Demian                         | [ 114 ] [ 115 ]         |
| 2018 | Lost Trigger                                                      | Allen                                | [ 116 ]                 |
| 2018 | WarioWare Gold                                                    | Young Cricket, Mike                  | [ 117 ]                 |
| 2018 | Epic Seven                                                        | Enott; Guardia Real de Taranor       | [ 118 ]                 |
| 2018 | Overhit                                                           | Wolf                                 | [ 119 ]                 |
| 2018 | Kyōtō Kotoba RPG: Kotodaman                                       | Khan                                 | [ 120 ]                 |
| 2018 | Sdorica                                                           | Jasafa                               | [ 121 ]                 |
| 2019 | SD Gundam G Generation Cross Rays                                 | Sampo Hakuri                         | [ 122 ]                 |
| 2020 | Revisions: Next Stage                                             | Adrian Morgan                        | [ 123 ]                 |
| 2020 | De: Lithe Forgotten True King and Covenant Angel                  | Rohitr Fan Klaus                     | [ 124 ]                 |
| 2020 | Disney: Twisted-Wonderland                                        | Trey Clover                          | [ 125 ]                 |
| 2020 | Show by Rock!! Fes A Live                                         | Kūska                                | [ 126 ]                 |
| 2020 | Engage Souls                                                      | Albert                               | [ 127 ]                 |
| 2020 | Final Fantasy Crystal Chronicles Remastered Edition               | Gurdy                                | [ 128 ]                 |
| 2020 | Kingdom of Heroes                                                 | Suzaku                               | [ 129 ]                 |
| 2020 | Sanctus Senki -GYEE-                                              | Vol                                  | [ 130 ]                 |
| 2021 | Buddy Mission BOND                                                | Kaen; Yasao                          | [ 131 ]                 |
| 2021 | Jack Jeanne                                                       | Motoshigawa Mototsugu                | [ 132 ]                 |
| 2021 | Renai Sengoku Romanesque                                          | Oda Nobunaga                         | [ 133 ]                 |
| 2021 | Tarot Danshi 22 Apprentice Fortune-Tellers                        | Samef Elixir                         | [ 134 ]                 |
| 2021 | Akuma Shitsuji to Kuroi Neko                                      | Rono Fontaine                        | [ 135 ]                 |
| 2021 | PolkaFantasy                                                      | Sieg                                 | [ 136 ]                 |
| 2021 | LOST EPIC                                                         | Kami no Musuko                       | [ 137 ]                 |
| 2022 | Tengoku Struggle -strayside-                                      | Homona Murakami                      | [ 138 ]                 |
| 2022 | Path to Nowhere                                                   | Mr.Fox                               | [ 139 ]                 |
| 2023 | Isekai Communication Mystery -Prince Rudy and the Vanished Jewel- | Príncipe Rudy                        | [ 140 ]                 |
| 2023 | Black Stella Ptolomea                                             | Minato Akasaka                       | [ 141 ]                 |
| 2023 | Loop8: Summer of Gods                                             | Saru                                 | [ 142 ]                 |
| 2023 | Koibana Bakumeiroku                                               | Takayoshi Kido                       | [ 143 ]                 |
| 2023 | 9 R.I.P.                                                          | Kyōyō                                | [ 144 ]                 |
| 2023 | Arcadia                                                           | Yū Tomioka                           | [ 145 ]                 |
| 2023 | Nobunaga's Ambition: Shutsujin                                    | Uesugi Kenshin; Sanada Yukimura      | [ 146 ] [ 147 ] [ 148 ] |
| 2023 | DesperaDrops                                                      | Ash Meyer                            | [ 149 ]                 |
| 2024 | Mistonia no Shibō -The Lost Delight-                              | Lucas Sullivan                       | [ 150 ]                 |
| 2024 | Suzuran no Tsurugi: Kono Heiwa na Sekai no Tame ni                | Nargil                               | [ 151 ]                 |
| 2024 | Hanemukau Kare to                                                 | Ginnosuke Sugawa                     | [ 152 ]                 |
| 2024 | Romancing Saga 2                                                  | Aries                                | [ 153 ]                 |
| 2025 | MonSoni!                                                          | Division                             | [ 154 ]                 |
| 2025 | Super Robot Wars Y                                                | Re Seivers                           | [ 155 ]                 |
| 2025 | Over Requiemz                                                     | Noil Bestia                          | [ 156 ]                 |
| 2025 | Tōen Sacrifice                                                    | Dylan Guibert                        | [ 157 ]                 |
| 2025 | Shingetsu Dōkō                                                    | Jōten                                | [ 158 ]                 |
| 2026 | Handsome Laundering -The Mystic Lover-                            | Hayato Kainose                       | [ 159 ]                 |

### CD Dramas
| Título                                                   | Rol                | Refs.           |
| -------------------------------------------------------- | ------------------ | --------------- |
| Handsome Laundering                                      | Hayato Kainose     | [ 160 ]         |
| Hanemuku Kare to vol.2 〜Mimosa〜                        | Ginnosuke Sugawa   | [ 161 ]         |
| Helios Rising Heroes Theme Song CD: Original Drama Track | Jude Ares          | [ 162 ] [ 163 ] |
| Opus Colors                                              | Mashu Kirinoe      | [ 164 ]         |
| Otogi no Uta CHRONICLE                                   | Saruhashi          | [ 165 ]         |
| Star Sign                                                | Arata Amawashi     | [ 166 ] [ 167 ] |
| Tengoku Struggle -strayside- Drama CD                    | Homona Murakami    | [ 168 ] [ 169 ] |
| TV number24 Drama CD 1                                   | Seiichirō Jingyōji | [ 170 ]         |

### Doblaje

#### Acción real

##### Películas
| Año  | Título                                     | Rol                      | Doblaje de voz para | Refs.   |
| ---- | ------------------------------------------ | ------------------------ | ------------------- | ------- |
| 1992 | Pet Sematary Two                           | Brad                     | Reid Binion         | [ 171 ] |
| 2019 | Let It Snow                                | Tobin                    | Mitchell Hope       | [ 172 ] |
| 2019 | Dora y la ciudad perdida                   | Diego                    | Jeffrey Wahlberg    | [ 172 ] |
| 2020 | A todos los chicos: P.D. Todavía te quiero | John Ambrose             | Jordan Fisher       | [ 172 ] |
| 2020 | Work It                                    | Jake Taylor              | Jordan Fisher       | [ 173 ] |
| 2021 | No respires 2                              | Jim Bob                  | Adam Young          | [ 173 ] |
| 2021 | Aquellos que desean mi muerte              | Patrick Blackwell        | Nicholas Hoult      | [ 174 ] |
| 2022 | Hola, adiós y todo lo que pasó             | Aidan                    | Jordan Fisher       | [ 175 ] |
| 2022 | Todo es posible                            | Khal                     | Abubakr Ali         | [ 176 ] |
| 2023 | Totally Killer                             | Blake adolescente        | Charlie Gillespie   | [ 177 ] |
| 2023 | Renfield                                   | Robert Montague Renfield | Nicholas Hoult      | [ 178 ] |
| 2023 | Farang                                     | Sam                      | Nassim Lyes         | [ 179 ] |
| 2024 | Cazadores en tierra inhóspita              | Choi ji-wan              | Lee Jun-young       | [ 173 ] |
| 2024 | Kraven the Hunter                          | Joven Sergei             | Levi Miller         | [ 180 ] |
| 2024 | No Way Up                                  | Jed                      | Jeremias Amoore     | [ 181 ] |
| 2024 | La ciudad de los guerreros                 | Shin                     | Terrance Lau        | [ 182 ] |

##### Series de televisión
| Año           | Título                               | Rol                           | Doblaje de voz para | Refs.   |
| ------------- | ------------------------------------ | ----------------------------- | ------------------- | ------- |
| 2019–2020     | Los 100                              | Xavier / Dr. Gabriel Santiago | Chuku Modu          | [ 171 ] |
| 2019–2021     | The Expanse                          | Filip Inaros                  | Jasai Chase Owens   | [ 172 ] |
| 2019–2021     | Almost Never                         | Harry                         | Harry Still         | [ 183 ] |
| 2019–2022     | See                                  | Kofun                         | Archie Madekwe      | [ 173 ] |
| 2019–2023     | Titanes                              | Conner Kent                   | Joshua Orpin        | [ 172 ] |
| 2020–presente | Upload                               | Luke                          | Kevin Bigley        | [ 172 ] |
| 2022–presente | El verano en que me enamoré          | Conrad Fisher                 | Christopher Briney  | [ 184 ] |
| 2022–presente | Wreck                                | Jamie Walsh                   | Oscar Kennedy       | [ 173 ] |
| 2022–presente | From                                 | Ellis Stevens                 | Corteon Moore       | [ 185 ] |
| 2022          | Ghost Girl                           | Archer                        | Austin Fryberger    | [ 186 ] |
| 2022          | La vida fabulosa                     | Shim Do-young                 | Kim Min-kyu         | [ 187 ] |
| 2022          | Golden Spoon                         | Lee Seung-chun                | Yook Sung-jae       | [ 188 ] |
| 2023          | La pensión romántica secreta         | Kang San                      | Ryeoun              | [ 189 ] |
| 2023          | Gen V                                | Andre Anderson                | Chance Perdomo      | [ 190 ] |
| 2023–presente | NCIS: Sydney                         | DeShawn Jackson               | Sean Sagar          | [ 191 ] |
| 2025          | Lockerbie: The Bombing of Pan Am 103 | Abdelbaset al-Megrahi         | Aldar Ann Esmaeili  | [ 192 ] |

#### Animación

##### Películas
| Año  | Título              | Rol   | Refs.   |
| ---- | ------------------- | ----- | ------- |
| 2016 | Rock Dog            | Bodi  | [ 172 ] |
| 2023 | Under the Boardwalk | Manny | [ 193 ] |

##### Series de televisión
| Año       | Título                                | Rol                           | Refs.   |
| --------- | ------------------------------------- | ----------------------------- | ------- |
| 2017–2020 | Stretch Armstrong & The Flex Fighters | Nathan                        | [ 171 ] |
| 2019–2021 | DC Super Hero Girls                   | Linterna Verde / Oliver Queen | [ 171 ] |

## Discografía

### Sencillos
Como actor de voz de Seiichirō Jingyōji en number24.
- "Kimi to Irunara" (君といるなら?), junto a Kengo Kawanishi, utilizado como primer tema de cierre de la serie de anime number24.[194]

Como actor de voz de Bisco Akaboshi en Sabikui Bisco.
- "Hōkō" (咆哮?), junto a Natsuki Hanae, utilizado como tema de cierre de la serie de anime Sabikui Bisco.[195]

Como actor de voz de Yūichi Kurosawa en 30-sai made Dōtei dato Mahōtsukai ni Nareru Rashii.
- "Magical Love.", junto a Chiaki Kobayashi, utilizado como tema de cierre de la serie de anime 30-sai made Dōtei dato Mahōtsukai ni Nareru Rashii.[196]
- "Love Candle", junto a Chiaki Kobayashi, Makoto Furukawa y Gen Satō, utilizado como tema de cierre de la película de anime 30-sai made Dōtei dato Mahōtsukai ni Nareru Rashii Movie.[197]

Como actor de voz de Isami Ao en Yūki Bakuhatsu Bang Bravern.
- "Sōen no Shōzō" (双炎の肖像?), junto a Yōhei Azakami, utilizado como tema de cierre de la serie de anime Yūki Bakuhatsu Bang Bravern.[198]

## Trabajos citados
- OFFICIAL PERFECT BOOK ZENKAIGER ZENRYOKU ZENKAI! 機界戦隊ゼンカイジャー 公式完全読本 全力全開！. ホビージャパンMOOK (en japonés). 東京: ホビージャパン. 17 de junio de 2022. ISBN 978-4-7986-2857-8.